# François Labourie
François Labourie (né le 15 décembre 1960 à Rouen) est un mathématicien français qui a fait des contributions en géométrie. Il a travaillé sur les courbes pseudoholomorphes.

## Prix et distinctions
- 1992 : prix EMS de la Société mathématique européenne
- 2017 : nommé membre sénior de l'Institut Universitaire de France.

## Publications (sélection)
- avec Yves Benoist : Sur les difféomorphismes d'Anosov affines à feuilletages stable et instable différentiables. Invent. Math. 111 (1993), no. 2, pp. 285–308.
- Un lemme de Morse pour les surfaces convexes. Invent. Math. 141 (2000), no. 2, pp. 239–297.
- (en) avec Marc Burger, A. Iozzi, A. Wienhard : Maximal representations of surface groups: symplectic Anosov structures. Pure Appl. Math. Q. 1 (2005), no. 3, Special Issue: In memory of Armand Borel. Part 2, pp. 543–590.
- (en) Anosov flows, surface groups and curves in projective space. Invent. Math. 165 (2006), no. 1, pp. 51–114.
- (en) Cross ratios, surface groups, PSL(n,R) and diffeomorphisms of the circle. Publ. Math. Inst. Hautes Études Sci. No. 106 (2007), pp. 139–213.
- (en) avec W. Goldman, Grigori Margulis : Proper affine actions and geodesic flows of hyperbolic surfaces. Ann. of Math. (2) 170 (2009), no. 3, pp. 1051–1083.